# How to Be a Player (banda sonora)
Def Jam's How to Be a Player Soundtrack es la banda sonora oficial de la película Def Jam's How to Be a Player. El álbum fue un éxito, alcanzando la séptima posición en la lista Billboard 200 y la segunda en la Top R&B/Hip-Hop Albums. Contiene el sencillo de Foxy Brown y Dru Hill "Big Bad Mamma", que llegó hasta el puesto #53 en la lista Billboard Hot 100, el #51 en la Hot R&B/Hip-Hop Singles & Tracks y el #9 en la Hot Rap Singles. El álbum fue certificado oro el 16 de septiembre de 1997.

## Lista de canciones
1. "Intro-"- :41 (Max Julien)
2. "Big Bad Mamma"- 3:53 (Dru Hill & Foxy Brown)
3. "Hard to Get"- 5:10 (Rick James & Richie Rich)
4. "I Gotta Know"- 3:57 (Playa & Foxy Brown)
5. "Young Casanovas"- 4:22 (Junior M.A.F.I.A., Mase & Kam)
6. "Down Wit Us"- 3:18 (Redman)
7. "Usual Suspects"- 4:41 (Mic Geronimo, DMX, Cormega, Ja Rule & Fatal)
8. "How to Be a Playa"- 5:15 (Master P, Fiend & Silkk the Shocker)
9. "It's a Cold Day"- 4:53 (Too Short, George Clinton & Belita Woods)
10. "Interlude"- :53 (Max Julien)
11. "Street 2 Street"- 3:43 (Jayo Felony)
12. "In the Wind"- 4:40 (8Ball & MJG)
13. "Never Seen Before"- 2:53 (EPMD)
14. "Never Wanna Let You Go"- 4:23 (Absolute)
15. "When the Playas Live"- 4:57 (Crucial Conflict)
16. "Troublesome"- 3:50 (2Pac)
17. "Say What"- 4:00 (Dymon)
18. "If U Stay Ready"- 5:00 (Suga Free)
19. "Don't Ever"- 3:48 (Black Azz Chill)
20. "Outro"- 1:07 (Max Julien)

## Posiciones en lista

### Álbum
| Año  | Posiciones en lista | Posiciones en lista    |
| Año  | Billboard 200       | Top R&B/Hip Hop Albums |
| 1995 | #7                  | #2                     |

### Sencillos
| Año  | Canción                  | Posiciones en lista | Posiciones en lista              | Posiciones en lista | Posiciones en lista                |                 |
| Año  | Canción                  | Billboard Hot 100   | Hot R&B/Hip-Hop Singles & Tracks | Hot Rap Singles     | Hot Dance Music/Maxi-Singles Sales | Rhythmic Top 40 |
| 1995 | "Big Bad Mamma"          | 53                  | 10                               | 9                   | 3                                  | 20              |
| 1995 | "Never Wanna Let You Go" | -                   | 51                               | -                   | -                                  | -               |